# Francesco Lorenzi (cantautore)
Francesco Lorenzi (Schio, 21 novembre 1982) è un cantautore, musicista, produttore discografico e scrittore italiano, membro e fondatore della rock band The Sun.
È autore anche di editoriali apparsi su quotidiani nazionali come Avvenire, settimanali come Credere, mensili come Luoghi dell'Infinito, Il Timone e vari altri. Oltre all'attività con il gruppo The Sun, partecipa a dibattiti e conferenze come ospite o relatore su tematiche legate al mondo giovanile. Attualmente vive a Marostica.

## Biografia

### Gli esordi musicali con i Sun Eats Hours
Francesco Lorenzi è nato il 21 novembre 1982 a Schio e ha trascorso l'infanzia e la giovinezza nella vicina Thiene, in provincia di Vicenza.
All'età di quindici anni, il 4 dicembre 1997, insieme agli amici d'infanzia Riccardo Rossi e Marco Auriemma ha fondato i Sun Eats Hours, punk band con la quale si è esibito tra il 1998 e il 2008 in numerosi stati tra Europa e Giappone e supportando diverse band internazionali del calibro di The Cure, Muse, Misfits, AFI, NOFX, Pennywise, Ska-P, The Vandals, OK Go. Nel 2004 ha ricevuto insieme al gruppo il premio come "Miglior punk band italiana all'estero" da parte del M.E.I.
Lorenzi, oltre ad essere cantante e chitarrista del gruppo, è l'autore e compositore, nonché produttore di tutte le canzoni pubblicate dalla band vicentina, più di cinquanta brani autoprodotti.

### La svolta spirituale e i The Sun
Alla fine del 2007, dopo aver firmato quattro album, uno split e una raccolta dei Sun Eats Hours e al termine della tournée in promozione all'album The Last Ones, la band è sul punto di sciogliersi a causa degli eccessi sperimentati durante gli ultimi due anni di tour. I litigi e i problemi personali legati ai singoli componenti portano il gruppo ad una fase di rottura. In questo periodo di difficoltà Francesco Lorenzi intraprende un nuovo percorso di ricerca interiore che lo porta a riscoprire la fede e a rileggere la propria vita alla luce dei valori cristiani. Grazie alla condivisione di questo nuovo cammino con il resto della band, e grazie all'ascolto e fiducia dei suoi amici, ricostituisce il gruppo. 
I cambiamenti in atto diventano una vera e propria svolta che si riflette anche sul nome della band e sulle modalità di composizione: non più "Sun Eats Hours" ma "The Sun" (indicando in Gesù Cristo il sole del nome), mentre lo stile va oltre l'hardcore melodico verso un rock più solare ed i testi iniziano ad essere più immediati, tratti dalle sue esperienze personali e scritti in italiano.
Nel gennaio 2008 Lorenzi inaugura a Marostica quella che viene ribattezzata "Casa della creatività": un'abitazione per lui e il batterista Riccardo Rossi, oltre che sala prove, studio di registrazione, spazio per comporre e luogo di ritrovo per il gruppo.
Nel 2010 pubblica con i The Sun, per Sony Music l'album in italiano Spiriti del Sole.
Nel 2012 esce Luce e torna a suonare anche all'estero, raggiungendo Brasile, Portogallo, Svizzera e Israele.

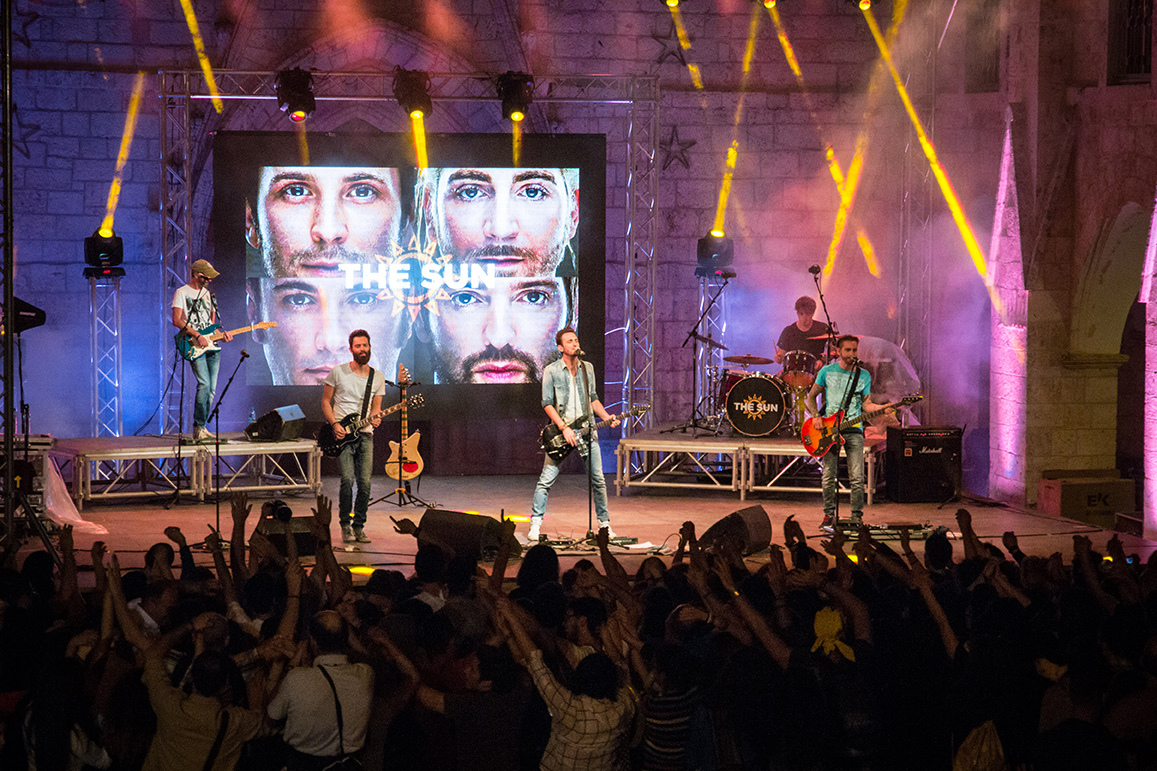
Francesco Lorenzi e i The Sun in concerto a Betlemme

Il 6 febbraio 2013, presso l'Università LUMSA di Roma, in occasione dell'apertura dell'assemblea plenaria sulle culture giovanili del Pontificio consiglio della cultura, su invito del cardinale Gianfranco Ravasi, Lorenzi espone i risultati di una ricerca sul tema "I giovani e la Fede: cosa avvicina e cosa allontana un giovane dalla Chiesa". I risultati dello studio condiviso in quella occasione a cardinali, vescovi, ambasciatori ed esponenti della cultura provenienti da tutto il mondo mettono in luce una serie di aspetti ed esigenze di cambiamento sulle difficoltà che il mondo religioso incontra nell'avvicinamento al mondo dei giovani. In quell'occasione il gruppo si è esibito ed ha raccontato la propria testimonianza; infine è stato ricevuto in udienza privata da papa Benedetto XVI.
Il 20 marzo, in occasione dell'incontro internazionale dei giovani per la giustizia sociale, presso la Pontificia Università Lateranense, Lorenzi e i The Sun vengono invitati per esporre nuovamente i risultati del loro lavoro con i giovani.
A luglio ha suonato insieme al gruppo in occasione della Giornata mondiale della gioventù 2013 a Rio de Janeiro. Il 30 ottobre 2013, durante l'udienza generale di papa Francesco, incontra il pontefice e gli dona una copia del CD di Luce. Il 4 ottobre suonano ad Assisi in occasione della visita pastorale di papa Francesco.

### La strada del Sole
Il 7 maggio 2014 viene pubblicato per Rizzoli La strada del Sole, libro autobiografico con la prefazione del cardinale Gianfranco Ravasi. Il libro viene presentato il 9 maggio al Salone internazionale del Libro di Torino. Seguiranno dieci ristampe, una seconda edizione e traduzioni in otto paesi.
Nel 2015, per il terzo album in italiano (Cuore aperto), Lorenzi sceglie di tornare all'autoproduzione e, dopo un lungo discernimento, sceglie insieme a tutta la band di lanciare il nuovo album attraverso Le case di Mosul, canzone sulle persecuzioni dei cristiani da parte dell'ISIS. La stessa canzone ha ricevuto nel 2016 la candidatura al premio “Voci per la Libertà - Una canzone per Amnesty 2016” di Amnesty International.

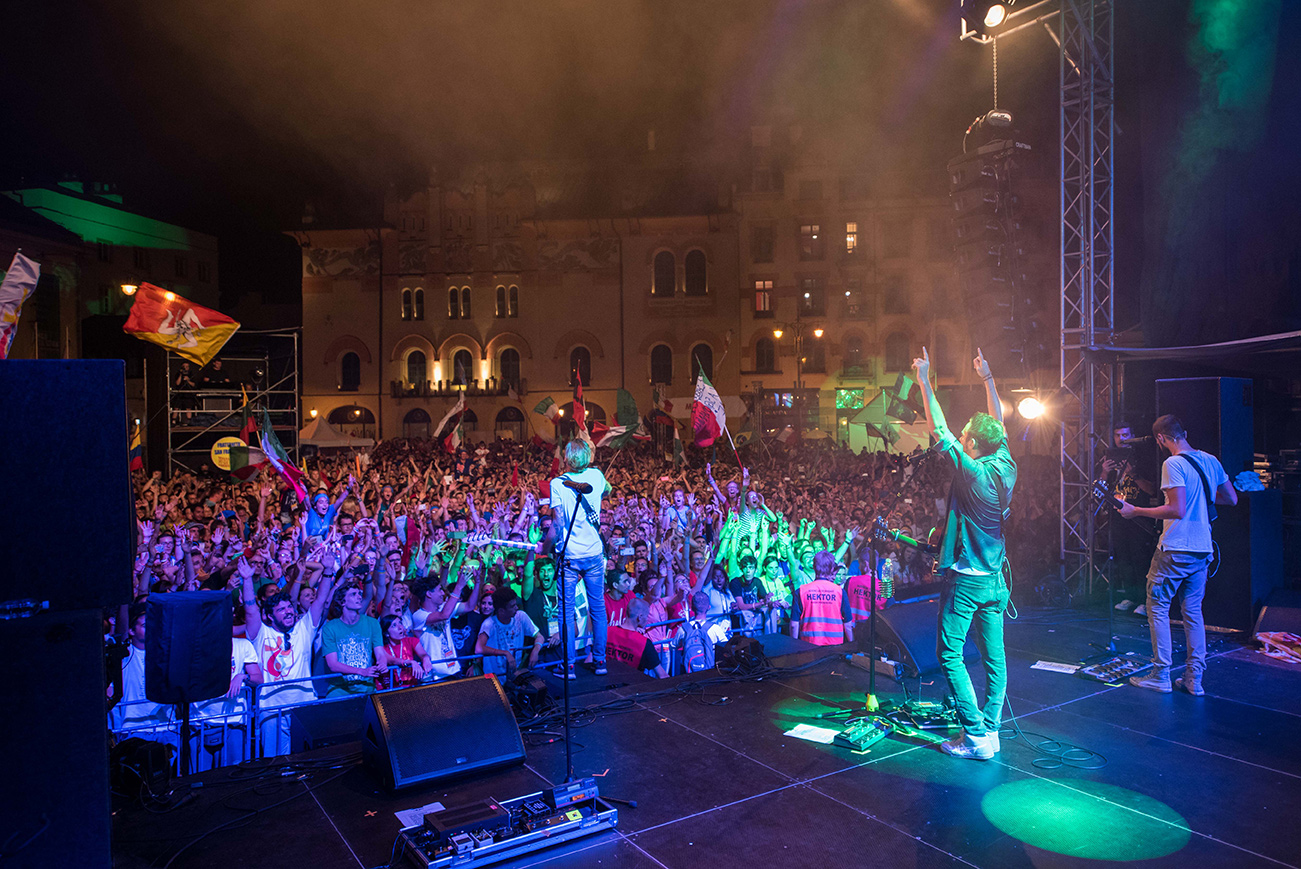
Francesco Lorenzi e i The Sun in concerto a Cracovia

Il 31 luglio 2016, in occasione della Giornata Mondiale della Gioventù a Cracovia, Francesco Lorenzi, dopo l'esibizione dei The Sun presso il Campus Misericordiae, legge la prima lettura durante la messa del Papa, trasmessa in mondovisione.
A dicembre dello stesso anno, nell'ambito del premio delle Pontificie Accademie, Lorenzi ha ricevuto la Medaglia del Pontificato per «il contributo dato allo sviluppo dell'umanesimo cristiano e delle sue espressioni artistiche nel mondo».

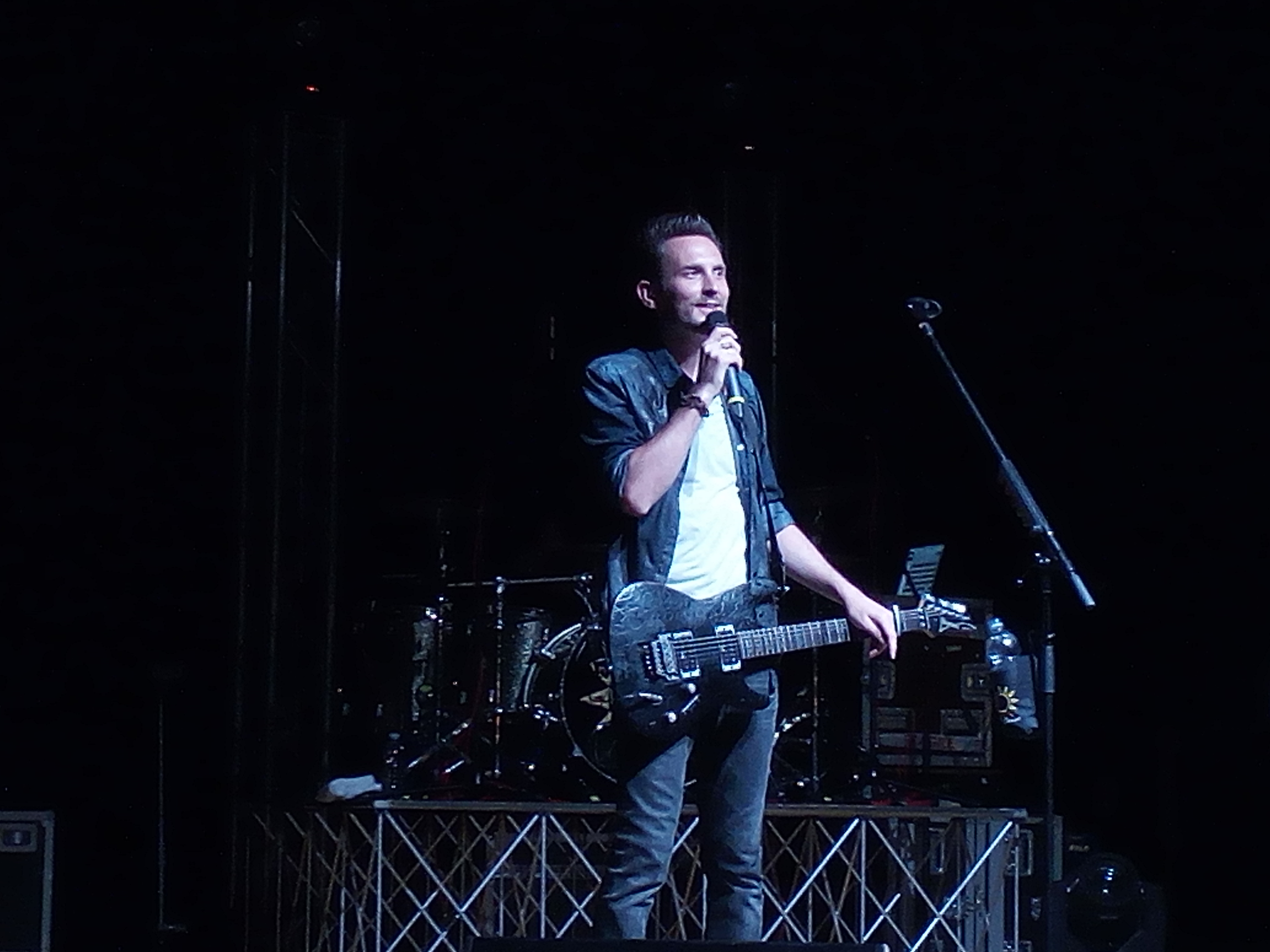
Francesco Lorenzi in concerto coi The Sun ad Abbiategrasso

Nel 2017, in occasione dei vent'anni del gruppo, la band ha ricevuto un riconoscimento speciale al premio "Città di Thiene" per i meriti conseguiti in ambito musicale ed umanistico, in quanto «ambasciatrice nel mondo del messaggio cristiano».
L'8 dicembre, in occasione del ventesimo anno di attività con i The Sun, Lorenzi produce la collection “20”, un doppio album che racchiude 40 brani dei The Sun, di cui 38 firmati dallo stesso Lorenzi, con 10 inediti, tra i quali anche tracce in inglese e spagnolo.

### I segreti della Luce
Il 13 novembre 2018 viene pubblicato I segreti della Luce. 21 passi per la felicità (Rizzoli Editore), seconda opera letteraria di Francesco Lorenzi con la prefazione del Cardinale Luis Antonio Tagle, arcivescovo metropolita di Manila e presidente della Caritas Internationalis. Il libro debutta al primo posto della classifica Amazon nella categoria Teologia Cristiana e viene presentato il 16 novembre presso la Sala d'Onore della Triennale di Milano, in occasione dell'evento "Book City".
A gennaio 2019 Francesco Lorenzi ha tenuto una rubrica giornaliera per il quotidiano Avvenire nella quale ha raccontato giorno per giorno l'esperienza vissuta, insieme ai The Sun alla Giornata Mondiale della Gioventù di Panama. Il 24 gennaio Francesco Lorenzi durante i saluti trasmessi in mondovisione per l'arrivo di papa Francesco a Panama, ha rappresentato l'Italia e l'Europa cantando l'Emmanuel, canzone scritta da Marco Mammoli in occasione della Giornata Mondiale della Gioventù di Roma del 2000.
Nel 2020 ha firmato la prefazione del libro Sulle strade assolate di Leonardo Capitanelli, resoconto dell'esperienza vissuta in Terrasanta durante il pellegrinaggio di "Un invito poi un viaggio" 2016 proposto dall'Officina del Sole e dai The Sun.
Il 16 ottobre 2021 ha presenziato all'VIII incontro dei musicisti cattolici organizzato dalla Conferenza episcopale spagnola a Burgos con una testimonianza dal titolo "La bontà mi ha portato a casa" e si è esibito in alcune canzoni.

### L'etichetta La Gloria
Il 12 gennaio 2022 annuncia la nascita, insieme ad Andrea Marco Ricci (responsabile legale di Garrincha Dischi), dell'etichetta discografica La Gloria, dedicata alla promozione della musica cristiana. Il progetto coinvolge gli artisti italiani più rappresentativi del genere, come Debora Vezzani, Tiziana Manenti, i Reale e Kantiere Kairòs. 
Il 10 giugno 2022 esce il singolo Io mi arrendo, nato dalla collaborazione con il progetto "Hillsong in italiano"; il brano è la traduzione in italiano di I Surrender degli Hillsong United e anticipa l'album Che magnifico nome (uscito l'8 luglio per La Gloria), contenente dieci traduzioni in italiano di canzoni del gruppo australiano, rivisitate da altrettanti artisti nostrani.
Il 5 dicembre 2022 in formato fisico e il 10 marzo 2023 in digitale, esce l'album Qualcosa di vero.

### La musica del bosco, i Catholic Music Awards e il Giubileo
Nel 2025 esce il primo libro per bambini di Francesco Lorenzi, intitolato La musica del bosco e pubblicato per la casa editrice Effatà. 
Nel corso dell'anno si esibiscono in diversi appuntamenti del Giubileo del 2025.
Nel frattempo escono i singoli Coraggio e La via dell'amore.

## Premi e riconoscimenti

### Individuali
Nel dicembre 2016 Francesco Lorenzi viene insignito, nell'ambito del premio delle Pontificie Accademie, della Medaglia del Pontificato per «il contributo dato allo sviluppo dell'umanesimo cristiano e delle sue espressioni artistiche nel mondo».
Il 21 agosto 2022 Lorenzi ha ricevuto il Premio per la pace San Paolo VI per la sua «testimonianza coraggiosa».

### Con i Sun Eats Hours/The Sun
Con i Sun Eats Hours nel 2004 ha ricevuto il premio come "Miglior punk band italiana all'estero" da parte del Meeting delle etichette indipendenti.
Con i The Sun nel 2010 partecipa al Summer Music Festival in Sicilia, ricevendo il premio come "Band rivelazione".
Il 19 dicembre il gruppo riceve un premio da parte dell'amministrazione comunale della città natale, Thiene, «per gli splendidi successi ottenuti» in ambito musicale.
Nel novembre del 2013 i The Sun hanno ricevuto il premio "all'impegno d'impresa per il bene comune" da parte della Fondazione Segni Nuovi, in occasione del Festival della Dottrina Sociale di Verona.
A febbraio 2016 Le case di Mosul riceve la candidatura da Amnesty International Italia al premio "Voci per la libertà - Una canzone per Amnesty".
Nel 2017, in occasione dei vent'anni del gruppo, la band ha ricevuto un riconoscimento speciale al premio "Città di Thiene" per i meriti conseguiti in ambito musicale ed umanistico, in quanto «ambasciatrice nel mondo del messaggio cristiano».
Nel 2025 partecipa alla prima edizione dei Catholic Music Awards ritirando il premio per "Migliore band", "Migliore canzone italiana" (Un buon motivo per vivere) e "Miglior videoclip" (Appunti verso la fine del mondo).

## Discografia

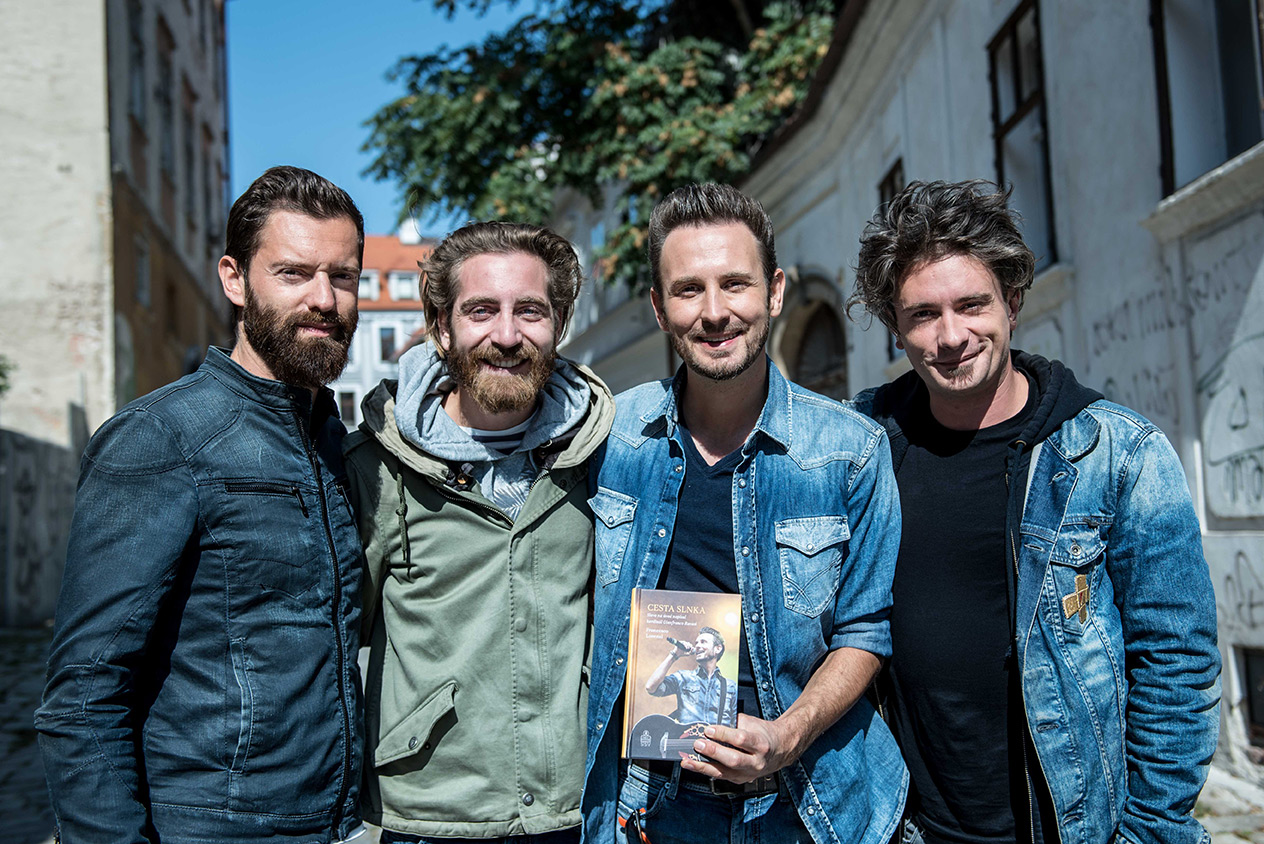
Francesco Lorenzi e i The Sun a Bratislava per la pubblicazione di Cesta Slanka, traduzione slovacca de La strada del Sole

### Sun Eats Hours

#### Album in studio
- 2000 – Don't Waste Time
- 2002 – Will
- 2003 – Tour All Over
- 2005 – The Last Ones

#### Album di cover
- 2006 – Metal Addiction (split con i Nicotine)

#### Raccolte
- 2008 – Ten Years

### The Sun

#### Album in studio
- 2010 – Spiriti del Sole
- 2012 – Luce
- 2015 – Cuore aperto
- 2022 – Qualcosa di vero

#### Album dal vivo
- 2023 – Grazie per tutta la Luce – Live in Assisi

#### Album di cover
- 2019 – Espíritus del Sol

#### Raccolte
- 2017 – 20

## Opere
- La strada del Sole, Milano, Rizzoli, 2014, ISBN 978-88-17-07525-1.
- I segreti della Luce. 21 passi per la felicità, Milano, Rizzoli, 2018, ISBN 978-88-17-10520-0.
- La musica del bosco, Cantalupa, Effatà, 2025, ISBN 9791256750511.